# Нижньоідрісово
Нижньоідрі́сово (рос. Нижнеидрисово, башк. Түбәнге Иҙрис) — присілок у складі Баймацького району Башкортостану, Росія. Входить до складу Кульчуровської сільської ради.
Населення — 365 осіб (2010; 415 в 2002).
Національний склад:
- башкири — 100%